# Turlough (lac)
Un turlough (turloch ou turlach en irlandais) est un plan d'eau saisonnier ou périodique que l'on trouve principalement dans les régions calcaires karstiques d'Irlande, à l'ouest de la rivière Shannon. Le nom vient du irlandais « tur », qui signifie « sec », et « loch », qui signifie « lac ». Les plans d'eau se remplissent et se vident avec les changements du niveau de la nappe phréatique, étant généralement très bas ou vides en été et en automne et pleins en hiver. À mesure que les niveaux des eaux souterraines baissent, l'eau s'écoule sous terre à travers les fissures du calcaire karstique.
Les Turloughs sont presque uniques en Irlande, bien qu'il existe un exemple au Pays de Galles, Pant-y-Llyn à Cernydd Carmel près de Llandeilo,. Ils intéressent beaucoup de nombreux scientifiques : les géomorphologues s'intéressent à la formation des turloughs, les hydrologues tentent d'expliquer ce qui provoque l'inondation des turloughs, botanistes étudient la végétation inhabituelle qui recouvre le sol des turloughs, et les zoologistes étudient les animaux associés aux turloughs.

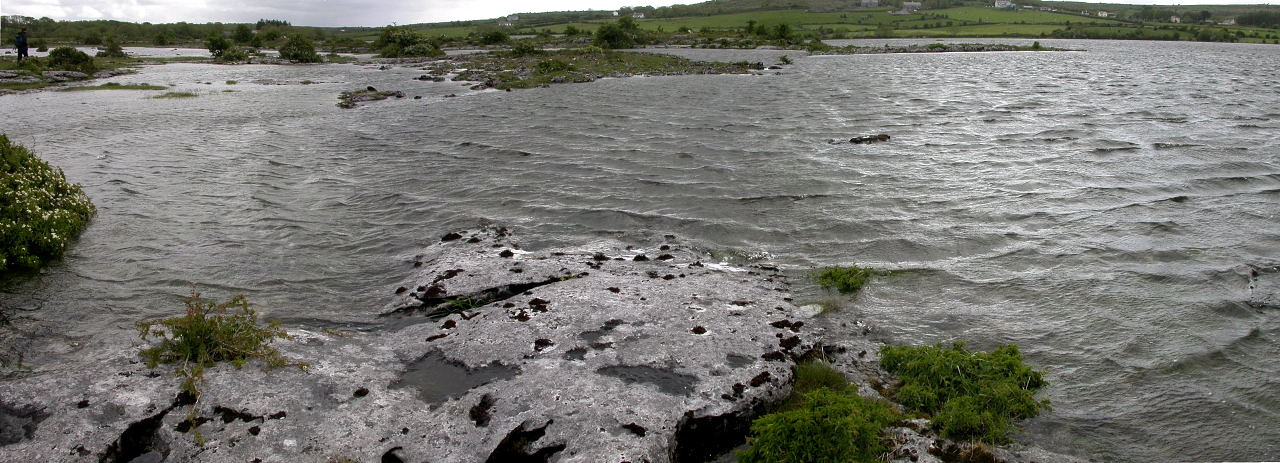
Le turlough à Carran, Comté de Clare, Irlande. Le niveau de l'eau est élevé à la suite d'une période de temps pluvieux. (Fin mai 2005)

## Emplacements

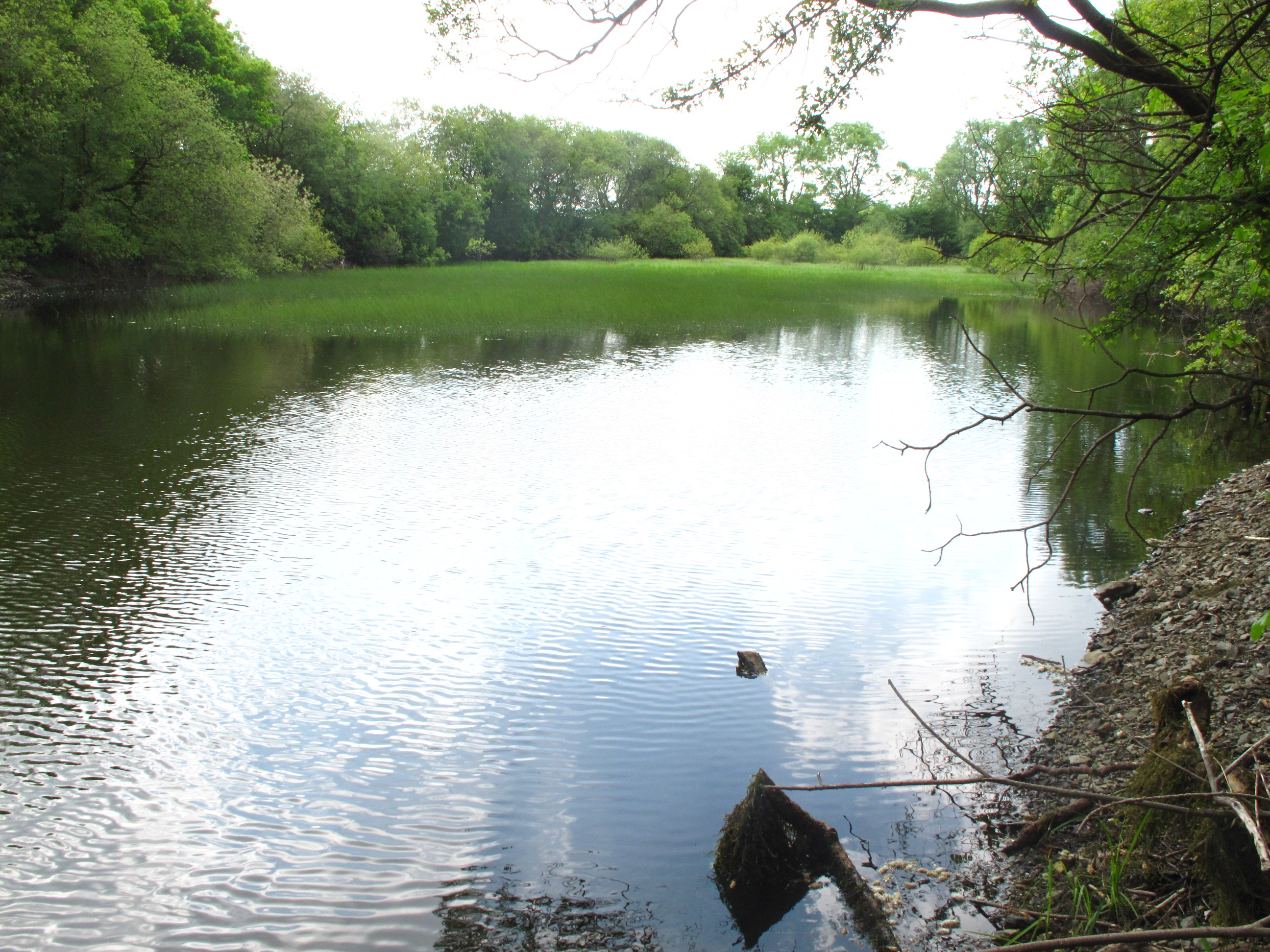
Pant y Llyn Turlough, Galles du Sud

Les Turloughs se trouvent principalement dans les basses terres centrales à l'ouest du Shannon, dans les comtés Galway, Clare, Mayo et Roscommon, bien que quelques-uns se trouvent également ailleurs, par ex. dans le Limerick, le Sligo, le Longford et le Cork.
Seuls trois turloughs ont été identifiés en Irlande du Nord, à savoir les lacs Roosky, Green et Fardrum situés près de la forêt d'Ely Lodge dans le comté de Fermanagh. Ceux-ci constituent le les turloughs les plus au nord d'Irlande et ont été collectivement désignés site Ramsar et une Zone d'intérêt scientifique particulier. Il y a un turlough dans le Galles du Sud, Pant y Llyn.
Rahasane turlough dans le comté de Galway est le plus grand turlough survivant d'Irlande et constitue un lieu important pour les oiseaux migrateurs et hivernants. Il est connu pour ses oies rieuses, cygne chanteurs, canard, sarcelle et de nombreux échassiers dans hiver.
Des plans d'eau analogues aux turloughs peuvent être trouvés ailleurs dans le monde où des régimes de précipitations, un type de roche et une nappe phréatique similaires se produisent. Dans l'est du Canada (Québec, Nouveau-Brunswick et Terre-Neuve) se trouvent des plans d'eau temporaires appelés « les lacs mystérieux ».